# 후안 호세 플로레스
후안 호세 플로레스 (Juan José Flores y Aramburu, 1800년 7월 19일 ~ 1864년 10월 1일)는 에콰도르의 정치인이다. 에콰도르의 제 1대, 3대, 4대 대통령을 지냈다.
플로레스는 1800년 베네수엘라의 푸에르토 카베요에서 태어났다. 1824년 메르세데스 (Mercedes Jijón de Vivanco y Chiriboga)와 결혼해 12명의 아이를 두었다. 1888년 플로레스의 아들 안토니오 플로레스 히혼 (Juan Antonio María Flores y Jijón de Vivanco)은 에콰도르의 제17대 대통령이 되었다.
1864년 가브리엘 가르시아 모레노 대통령 정부 시절 가택 연금으로 구금되어 있는 동안 요독증으로 사망했다.